# 想像地図

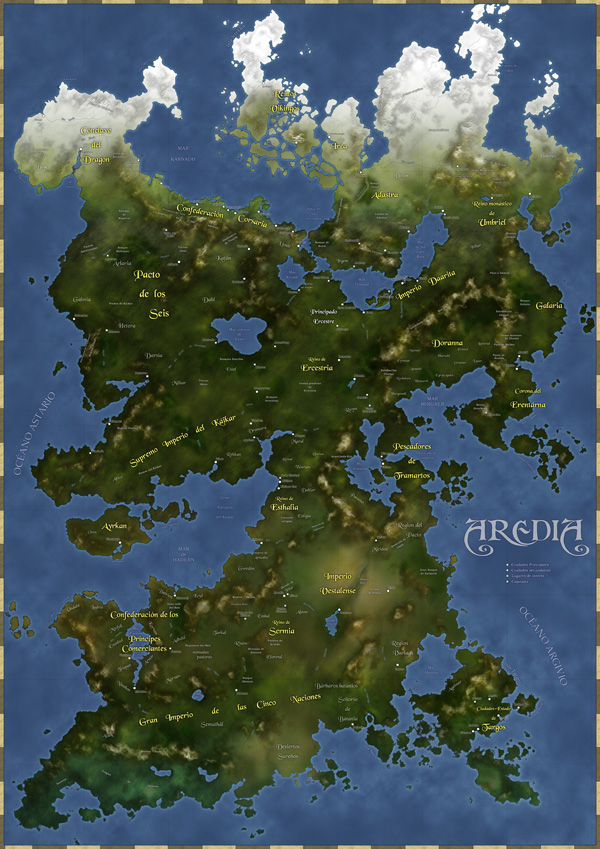
架空のアレディア王国の地図。ロールプレイングゲームで使用される一般的なキャンペーン (TRPG)設定による。

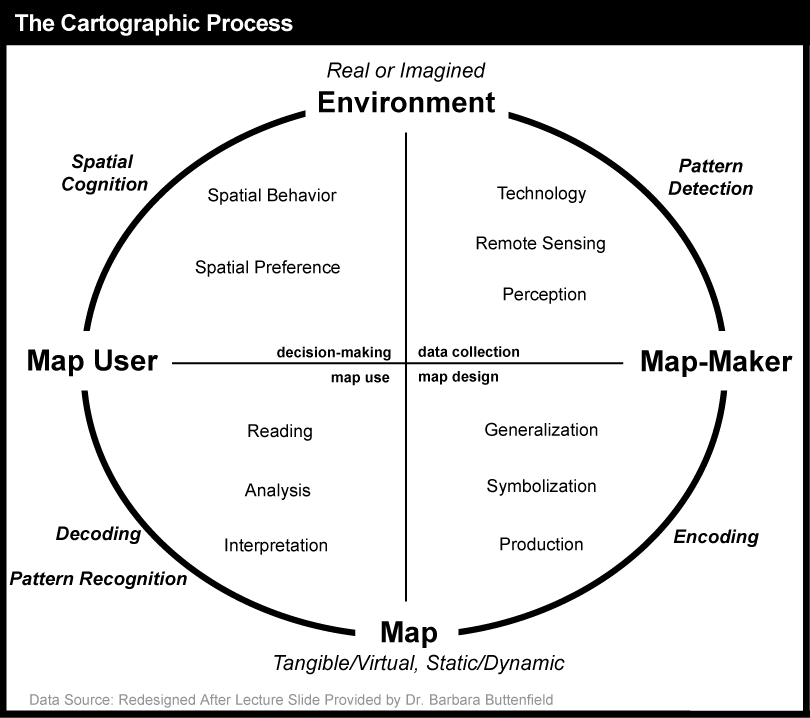
視覚化された地図作成プロセス

ウィルバート・オードリーの「汽車のえほん」に登場する架空のソドー島の地図

想像地図（そうぞうちず、英: imaginary map、独: Phantasiekarte）とは、架空の世界や概念を視覚的に表現する、あるいは現実世界の地理を幻想的なスタイルで表現する地図デザインの一種である。想像地図は通常、ワールドビルディングから現れ、ファンタジーやサイエンス・フィクションなどにおける物語に対応することが多い。ステファン・エクマンは、「（通常の）地図は、既にそこにあるものを再表現するものである。他方で想像地図は多くの場合、地図の製作が地図の世界の創作を意味する。」と述べている。
地図ファンタジー（英: cartographic fantasy）は、小説によって普及したが、独立した趣味や芸術の対象にもなっている。神話、哲学、文学、自然科学に歴史的起源を持つ地図ファンタジーには、一般的に地理的な地図が多いものの、惑星・銀河・宇宙論的な地図、概念的な地図、思弁的な地図 なども含まれる。想像地図は、書籍、テレビ番組、映画、ビデオゲーム、テーブルゲーム、ウェブサイトなど、様々なメディアで制作・発表され、描かれる世界やコンセプトに関連した美学、テーマ、スタイルによって各々特徴付けられる。ジオフィクション（英: geofiction）やワールドビルディングの人気の高まりは、クリエイティブな地図製作者向けのデザインプログラムの出現につながり、またそれに支えられて発展してきた。

## 概要
地図学において、想像地図とは客観的な計測データを経由することなく、あるいはその一部を用いて表現する地図を指す。換言すれば、イメージされた地図のことを意味する。想像地図は、ドイツでは主として現実の地形とは無関係に、ある観念を内容として表示した地図をいう。一方で、イギリスでは、想像（空想）上の地域について、地図のような形態で描き出したものをいい、後述する『宝島』の例がある。
想像地図を代表するものとしては、空想地図（fancy map）、ファンタジー・マップ（fantasy map）、風刺地図（satire map）などが挙げられる。一方で、想像地図の対極には、地形図（topographical map）や地質図（geological map）などが存在し、日本地図学会 (2021)は、これらを（想像地図類と対比して）リアル・マップ（real map）と仮称している。
人類史における地図作成は、(1)前測量段階、(2)地上測量段階、(3)空中写真測量段階、(4)デジタル・宇宙測量段階の4段階に分けられる。ここで、人類が地表を直接確認できるようになったのは(3)以降であって、それ以前には飛躍が存在していた。つまり、(1)においては、地図はすべて想像地図であり、地図は「人間の場所に対する経験上の認知イメージ」そのものだった。また、測量が行われた(2)においてもなお、地図作成と読図における想像や仮定というプロセスは存在していた。
空想地図は、単なる遊び地図（play map）とみなされる側面があるが、想像地図類は、人間社会を含めた自然もしくは世界の界面下に潜む可能性を浮上させる一つの方法でもある。例えば、『宝島』の作者ロバート・ルイス・スティーヴンソンは、1枚の空想地図が物語の創作とその成功の発端であったと述べている。また、風刺地図の多くは、国際政治の紛争局面に出現しプロパガンダとして作用するもので、想像地図が個々人の認知系に作用して影響を及ぼしている。こうした作用への関心により、メンタルマップ（mental map）も注目されている。
想像とリアルの両世界に大きくまたがりうる地図としては、概念地図（concept map）や略地図（sketch map）も代表的である。また、想定地図（assumption map）、予測地図（forecast map）、ハザードマップ（hazard map）、歴史地図（historical map）の類も、作成と利用のあり方次第では想像地図に転ずる。さらに、偽地図（false map）や偽装地図（camouflage map）は、リアルを装った想像地図と考えることもできる。
地図をベースとして文書・図・写真・音声・音楽・映像などのマルチメディア表現を展開するストーリー・マップ（story map）は、デジタル表現の上で広まりつつある。ストーリー・マップは、現実世界のドキュメント及び仮想世界のストーリーテリングのいずれにも応用可能だが、例えば現地取材の素材を欠く戦争ストーリー・マップが幻想地図（fantasy map）に陥り、ゲーム地図（computer game map）とリアルな戦争ストーリー・マップがイメージの上で区別されなくなる危険性がある。
また、いかなる想像地図でも人間の環境世界に対する認知を原質とするので、その条件や法則に反する地図はリアルティを欠き、単なるナンセンス地図（nonsense map）となる。例えば、山の高みに向かって流れるような川が描かれた地図や、首都の中央部を空白にした戦時下日本の偽装地図（戦時改描図）などが挙げられる。
日本地図学会 (2021)は、地図論の改定義により「すべての地図は想像地図である」ということが可能だと主張する。地図を「空間の認知と記憶から伝達にわたるメディア」と定義し直し、ここでの伝達とは「空間イマジネーションの生起作用」を意味することから、作成・表現・利用に偏った旧来の地図論から脱却することが可能だとする。つまり、想像地図だけでなく、どのようなリアル・マップでも、伝達の此岸と彼岸それぞれにおける想像力の深さと質が決定的な意味をもつという。

## 製作・特徴・応用
先述したように、小説で広まった想像地図だが、現在ではテレビ番組、映画、ビデオゲーム、ウェブサイトなど、様々なメディアで創作・紹介されている。現在の日本でも、趣味として実在しない世界の地図を描く者が存在し、2ちゃんねるを発端に「架空地図」と呼ばれてきた。今和泉 (2013)によれば、「地図好き」の中で10 - 20パーセント程度は「実際に（架空の）地図を描いたことがある」というが、同志が少なく一人で完結してしまうため、多くの人に口外されない「密室趣味」となっていたという。こうした趣味は、タモリ俱楽部「地図マニアの最終形 ひとり国土地理院大集合」（2013年6月28日放送）で幾つか紹介された他、個人の作成した想像地図は、各々のウェブサイトにおいて公開されている。

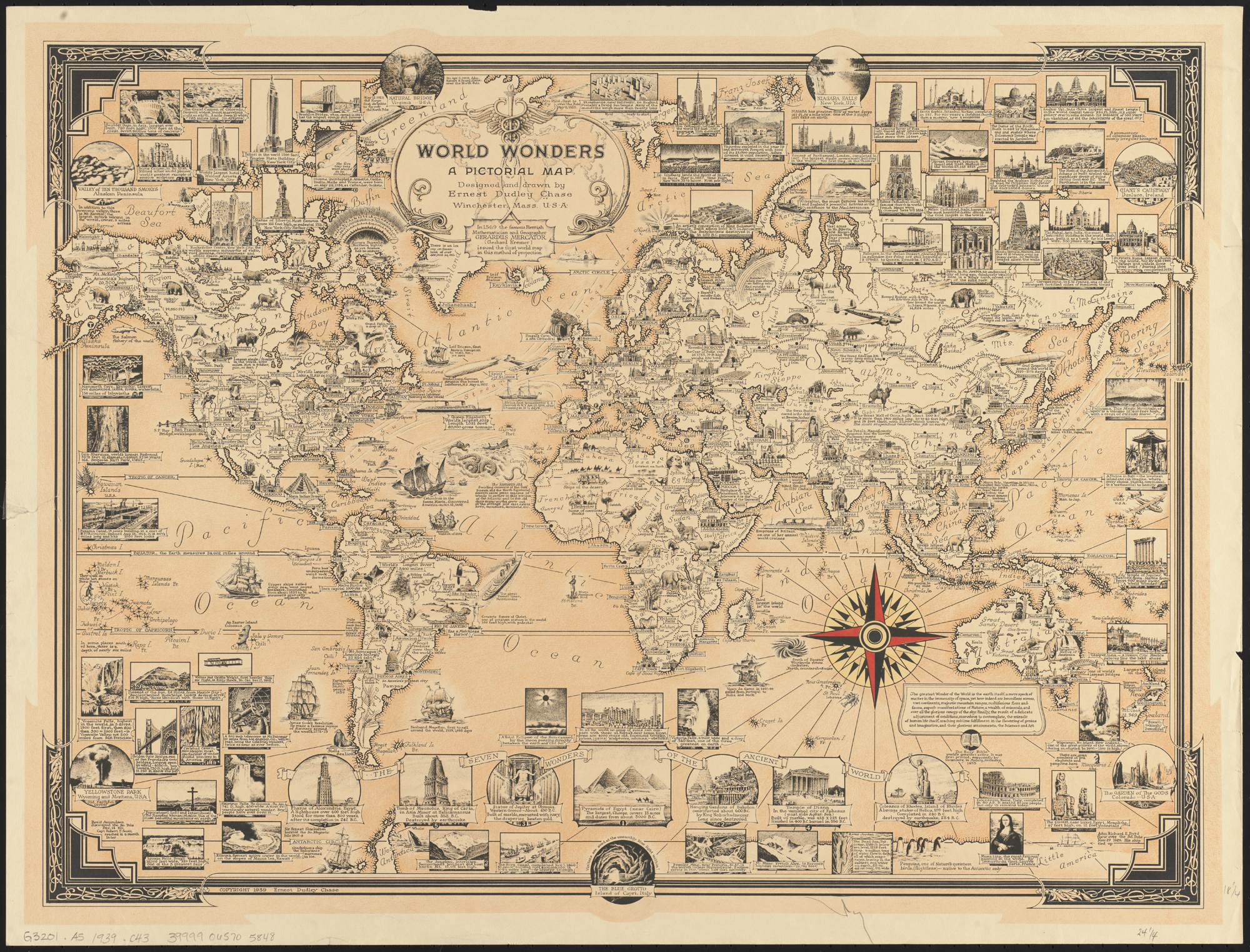
アーネスト・ダドリー・チェイスの世界不思議絵地図

ステファン・エクマンの著書『Here Be Dragons： Exploring Fantasy Maps and Settings（ドラゴンはここにいる：ファンタジーの地図と舞台を探る）』（2013年）で、彼は200冊のファンタジー本を対象に行った想像地図に関する調査の結果を発表している。この調査は、ファンタジーというジャンルにおける地図製作の普及率と特徴に関する一般的な質問に答えることを目的としている。これによれば、調査対象となった200冊の本のうち、67冊（34%）が少なくとも1つの地図を含んでいた。そのうち49冊（73.1%）が1つの地図、15冊（22.4%）が2つの地図、3冊（4.5%）が2つ以上の地図を含んでいた。また、67冊のファンタジー本にある92の想像地図については、地図の主題または内容に関して、第一の世界（primary world、現実世界）が13（14.1％）、第二の世界（secondary world、架空世界）が72（78.3％）、想像上の都市が5（5.4％）、1つ以上の建物が2（2.2％）ずつあった。さらに、同調査で、地図の向きが異なることが示されており、92枚中74枚（80.4％）が北向き、9枚（9.8％）が北東から北西向き、9枚（9.8％）が方位を指定していない。なお、92枚の地図のうち、63枚（68.5％）がコンパス・ローズを特徴として含んでいた。
専門的な用途やレクリエーションのための地図ファンタジーの人気が高まるにつれて、そのプロセスを合理化するコンピュータ・プログラムの需要も高まっている。 萌芽的に業界を代表するものとしては、WonderdraftとInkarnateの2者が挙げられる。ソフトウェア・プログラムには、フラクタル・アルゴリズムを使ってランダムな地形を作成できるものもある。洗練されたプログラムでは、プレートの動きや侵食といった地質学的な効果を適用でき、その結果、世界は詳細にレンダリングされ、ある程度現実的なものとなる。

## 歴史

### 初期の歴史
歴史的な想像地図製作のルーツは、地図製作とファンタジーの両者が独立した歴史や、思考視覚化の一般的な歴史と共通している。

### 中世
中世の地図製作者は、自身の職業を純粋に地理を正確に表現することだとは考えていなかった。彼らは度々、神話や民間伝承、ファンタジーなどの物語からイメージや象徴を地図に取り入れ、航海の道具として、芸術作品のように作成していた。
地理的なリアルを意図せず作成された地図の初期の例には、ダンテ・アリギエーリの『地獄』がある。15世紀後半までに、ダンテの『神曲』から着想を得た数多くの挿絵が本文の記述に基づいて出版され、ダンテの地獄は、何世紀にもわたって想像地図製作者の主題であり続けた。
1516年、トマス・モアは島の地図を添えた『ユートピア』を出版した。この地図は、16世紀以降の芸術的な地図製作者にインスピレーションを与え、原図は繰り返し適用されるようになる。

### 啓蒙運動と新大陸発見
16世紀後半、宗教改革とジュネーヴ改革の産物として、聖書に地図が印刷されるようになった。このことが、文章を伴う地図の人気を高め、フィクションに用いる地図製作への大衆の想像力をかきたてたと思われる。
大航海時代や啓蒙時代に触発されたフィクションもまた、探検的な地図製作や測量にロマンをもたらした。この時代のいくつかの古典的な物語には、読者の体験の重要な要素として地図が登場する。地図が登場するフィクションの中で最も人気があるのは、ジョナサン・スウィフトの『ガリヴァー旅行記』（1726年）とロバート・ルイス・スティーヴンソンの『宝島』（1883年）である。
『宝島』の挿絵は、「イギリス文学のなかでもっとも有名な地図」と言われる。スティーヴンソンは、「その地図を見おろして一息ついたとき、想像の森のなかから、未来の本の特徴がそこにはっきりと現れ出した。そうして気が付いたときには目の前に紙があり、私は章立てを書いていたのだ。」と回想している。しかし、物語の発端となった地図は作品が完成した時点で失われ、作者は地図を改めて書き直さなければならなかったものの、苦心して作成し直した地図は「私にとってはもう宝島ではなかった」という。
ジョン・バニヤンの『天路歴程』（1678年）には、『救いと破滅の順序と原因を示す地図（A Mapp Shewing the Order & Causes of Salvation and Damnation）』と 『破壊の都から永遠の都への道（The Road from the City of Destruction to the Eternal City）』が収録されている。

### 近現代
ジオフィクションにおいて最も影響力のある想像地図製作者はJ・R・R・トールキンで、『指輪物語』の前書きとして描かれた中つ国の地図は「今日までで最も影響力のある例」と呼ばれ、「他の作家や出版社に地図画像を含めるよう促した」と言われている。ステファン・エクマンの著書によれば、現代のファンタジー、特にハイ・ファンタジーでは、地図はほとんど義務と言ってもいいほど一般的なものと考えられているという。
トールキンの前に、ファンタジックな世界を時代の潮流に持ち込んだもう一つのテキストは、ライマン・フランク・ボームが書いた『オズの魔法使い』（1900年）と、それに対応する1939年のミュージカル・ファンタジー映画『オズの魔法使』である。オズの世界は1914年にボームによって描かれた。

## 分類
地図ファンタジー（英: cartographic fantasy）の中には、ジャンル、範囲、目的によって分類できる多くの種類の地図がある。

### ジャンル
想像地図はジャンルによって分類することが可能である。これらの分類は、その地図がどのような美的感覚、スタイル、範囲を提示するのかを示している。

#### ファンタジー
ファンタジーは、魔法の要素を含むスペキュレイティブ・フィクションのジャンルであり、通常は架空の世界を舞台とし、時には神話や民話に触発される。ファンタジーは、科学的または不気味なテーマがないことによって、SFやホラーのジャンルとは区別されるが、これらのジャンルは重複する場合がある。大衆文化でのファンタジーは、地球を模倣した、しかし異質な感覚を持つ地図や設定を特徴とする。

#### サイエンス・フィクション
サイエンス・フィクションはスペキュレイティブ・フィクションのジャンルで、高度な科学技術、宇宙開発、タイムトラベル、パラレルワールド、地球外生命など、想像力豊かで未来的な概念を扱うのが一般的である。このジャンルは「アイデアの文学（literature of ideas）」とも呼ばれ、科学・社会・技術の革新がもたらす潜在的な結果を探求することが多い。

#### サブジャンル
ファンタジーとSFには、多くのサブジャンルが存在する。ここでは、より頻繁に地図が表示されるサブジャンルを簡単に紹介する。

##### ハイ・ファンタジー
ハイ・ファンタジー（またはエピック・ファンタジー）は、ファンタジーのサブジャンルであり、その設定の叙事的な性質によって、またはそのキャラクター、テーマ、プロットの叙事性によって定義される。

##### ヒストリカル・ファンタジー
ヒストリカル・ファンタジーはファンタジーのサブジャンルであり、より「現実的な」または歴史的な物語に幻想的な要素（魔法など）を組み込んだ歴史小説のジャンルである。ファンタジーの他のサブジャンルとのクロスオーバーも多く、アーサー王、ブリトン人、暗黒時代などに分類されるものも、ヒストリカル・ファンタジーに含まれる。この分類に当てはまる物語は、一般的に20世紀以前が舞台となる。

##### ヒロイック・ファンタジー
ヒロイック・ファンタジーはファンタジーのサブジャンルで、魔法が普及し、現代技術が存在しない世界で事件が起こる。舞台は完全に架空のものである場合もあれば、地球をベースにいくつかの要素を加えたものもある。ダーク・ファンタジーとは異なり、「すべての男は強く、すべての女は美しく、すべての人生は冒険的で、すべての問題は単純である」という設定を提供する。つまり、ヒロイック・ファンタジーをベースにした冒険では、クエストで解決できないような広範な問題に言及することはまずない。

##### スチームパンク
スチームパンクはSFのサブジャンルで、19世紀の産業用蒸気動力機械に触発されたレトロフューチャーな技術と美学を取り入れたものである。スチームパンク作品は、蒸気動力が主流のまま使用されていたヴィクトリア朝やアメリカ西部開拓時代の歴史改変SF、または同様に蒸気動力を採用したファンタジー世界を舞台とすることが多い。

##### サイバーパンク
サイバーパンクは、ディストピア的な未来設定で描かれるSFのサブジャンルで、「ローライフとハイテクの融合」に焦点を当てる傾向があり、人工知能やサイバネティックスなどの未来的な技術的・科学的成果を、社会の崩壊や衰退と重ね合わせて描く。

##### 終末もの（ポスト・アポカリプス）
終末ものは、SFの中でも特に、地球（または別の惑星）の文明が崩壊しつつある、あるいは崩壊してしまったというサブジャンルである。終末的な出来事は、暴走温室効果のような気候的なもの、天体衝突のような天文学的なもの、核のホロコーストや資源の枯渇のような破壊的なもの、自然的・人為的に引き起こされるパンデミックのような医学的なもの、最後の審判、再臨、ラグナロクのような終末論的なもの、ゾンビによる世界の終末、AIによる乗っ取り、技術的特異点、子孫の退化、宇宙人の侵略のような想像的なものなどがある。

### 範囲
想像地図は、範囲に基づいて分類することができる。範囲（英: scope）とは、地図にどのように、どれだけの情報を表示するかを表したものである。

アレクサンドリアの地図（1575）

- ローカル (都市と町の地図) アレクサンドリアの地図（1575）

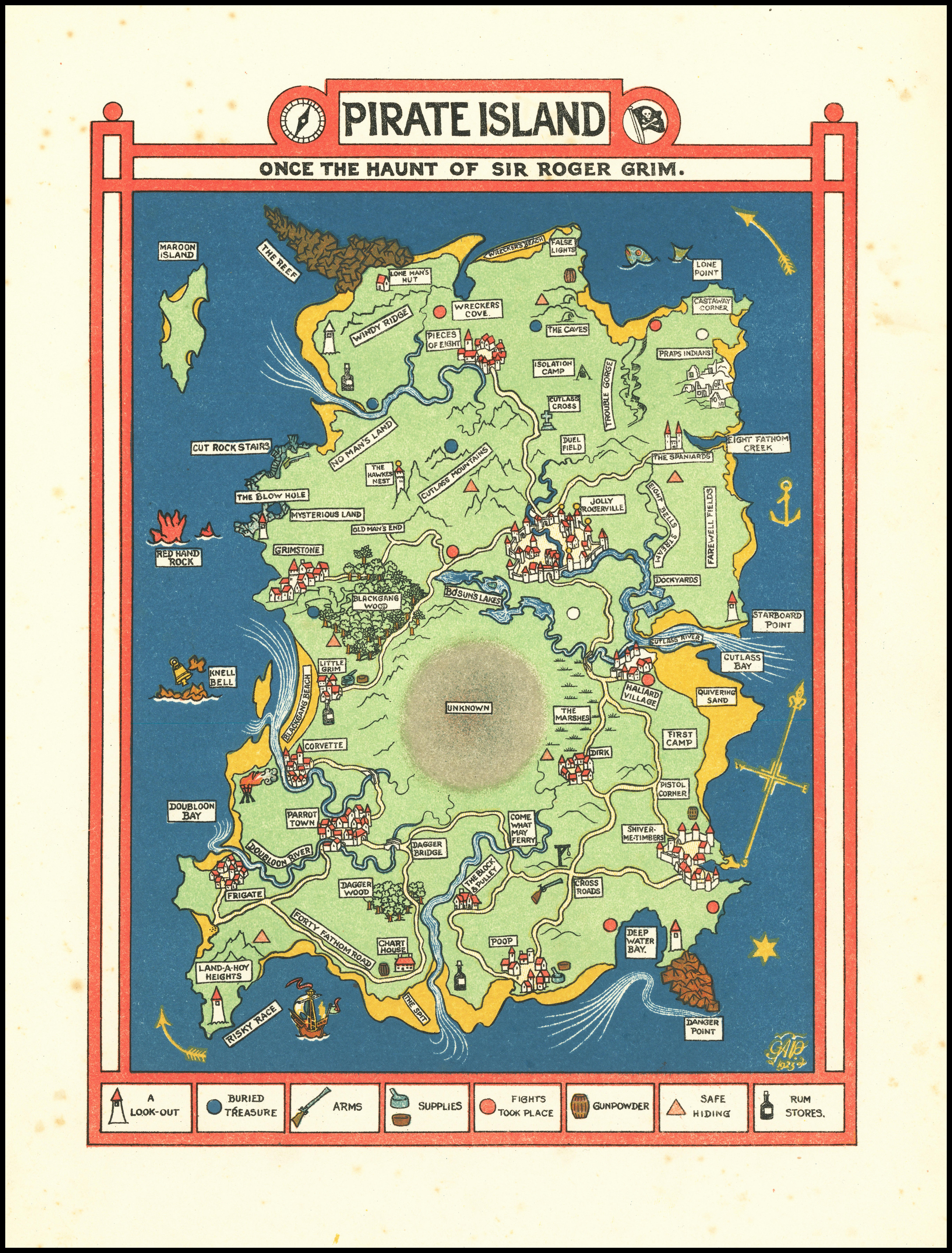
1924年にロンドンで出版されたギルバート・アンソニー・ポウナル作「海賊島」のカラーリトグラフによる想像地図

- 地理的1924年にロンドンで出版されたギルバート・アンソニー・ポウナル作「海賊島」のカラーリトグラフによる想像地図

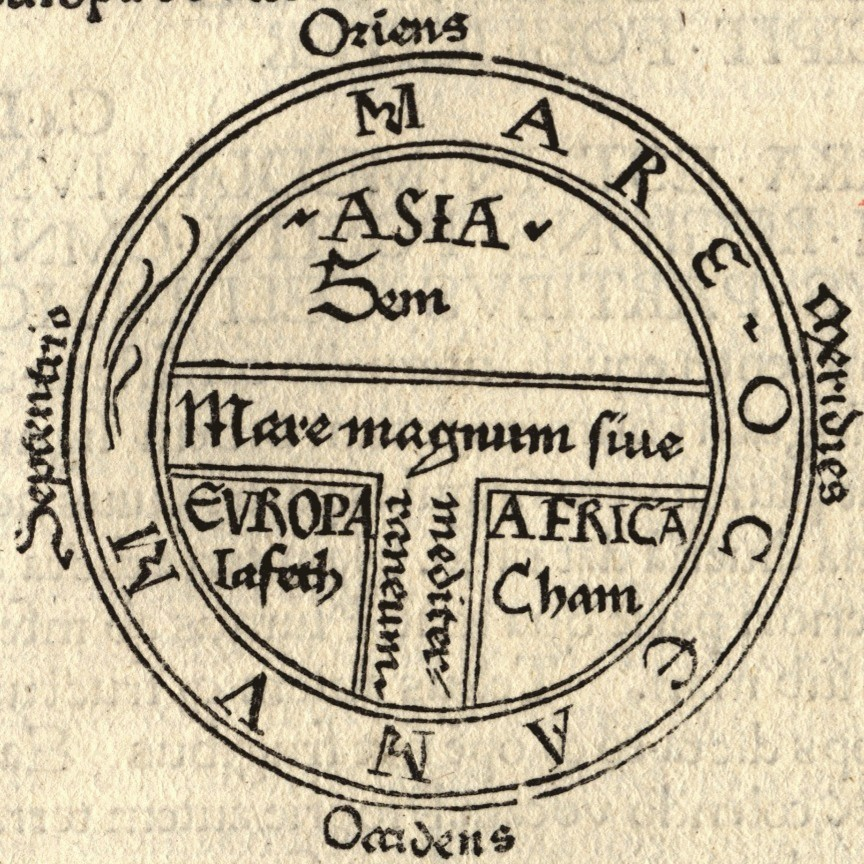
イシドールス『語源』初版のT字形とO字形のマッパ・ムンディ（既知世界地図）

- 惑星 イシドールス『語源』初版のT字形とO字形のマッパ・ムンディ（既知世界地図）

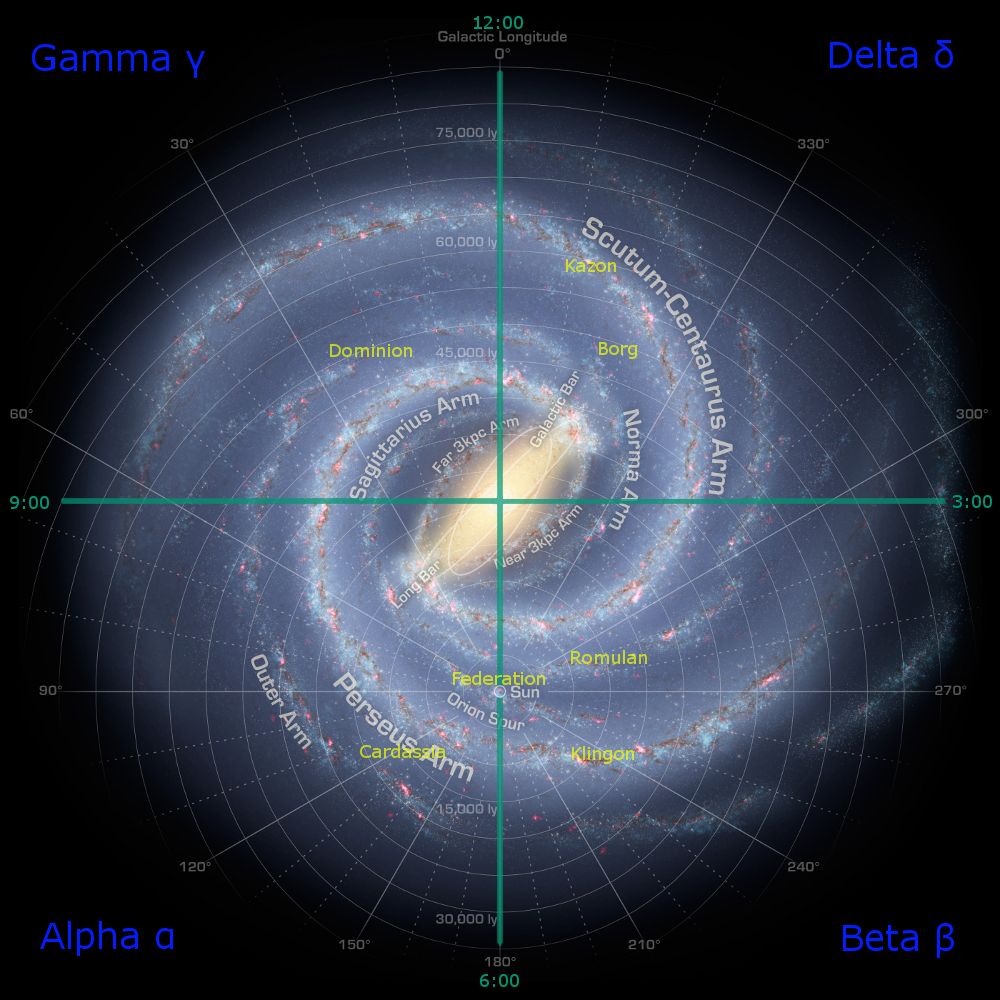
スタートレックの銀河象限地図

- 銀河スタートレックの銀河象限地図

クラウディオス・プトレマイオスの宇宙の天球図

- 宇宙論的クラウディオス・プトレマイオスの宇宙の天球図

### 目的
想像地図は、意図された目的に基づいて分類することができる。これらの分類は作成者の目的を反映し、各々の目的は地図の作り方に影響を与えている。

#### 概念的または寓話的

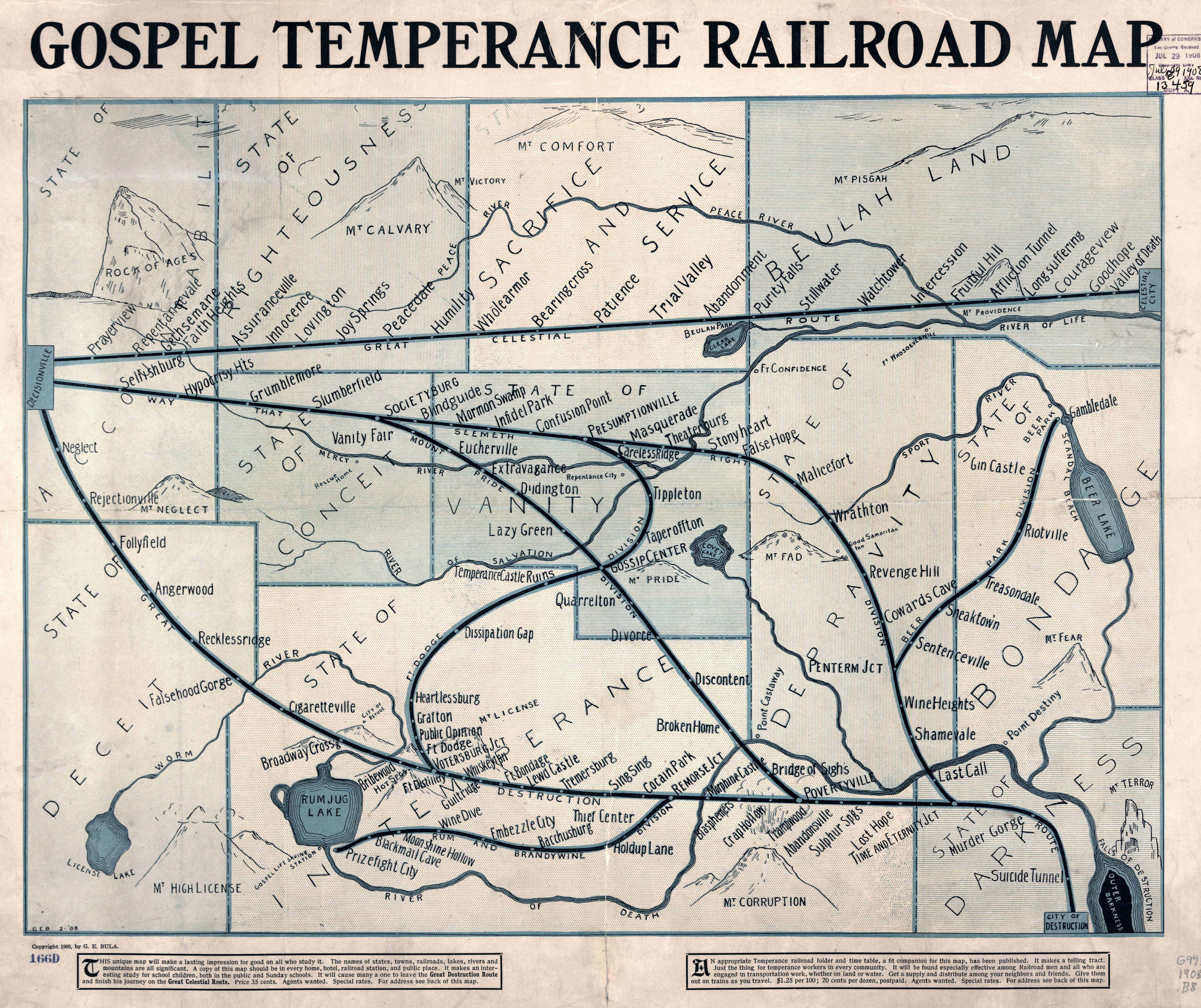
教会が印刷した天国と地獄行きの路線図。ほかに海図などもある。

概念地図（英: Conceptual maps）とは、アイデアや概念を地図上に視覚化したものである。これらの地図は、物理的に実在するものに対応しようとはせず、その代わりに、地図という媒体でアイデアを表示することを意図している。マッツァウス・ゼッターの『愛の攻撃』は、恋愛で誰かを勝ち取るための寓話として使われた戦闘地図の例である。

#### 仮説的
仮説地図（英: Hypothetical maps）とは、別の歴史シナリオの中で地理を提示する地図である。例えば、メリッサ・グールドは、ナチス・ドイツが第二次世界大戦に勝利した仮想世界におけるニューヨークの歴史改変地図を作成した。

#### 観点・象徴主義的
想像地図は、クリエイターが特定の視点を伝えるために使用されることが多い。そのため、マップはワールド内の人物や組織によって作成されるように描かれる。これは作者やワールドビルダーにとって便利なツールであり、地図は物語の中でキャラクターのように振る舞うことができる。地図は、通常の登場人物や信頼できない語り手のように、誤り・特定的な期間・偏見を表示することができる。
クリエイターが地図を使って視点を伝えることができるのと同じように、人類は歴史においても同じことを行ってきた。ゼバスティアン・ミュンスターの『エウローパ・レーギーナ』はその好例で、ヨーロッパを荘厳な女王として描いた地図デザインである。

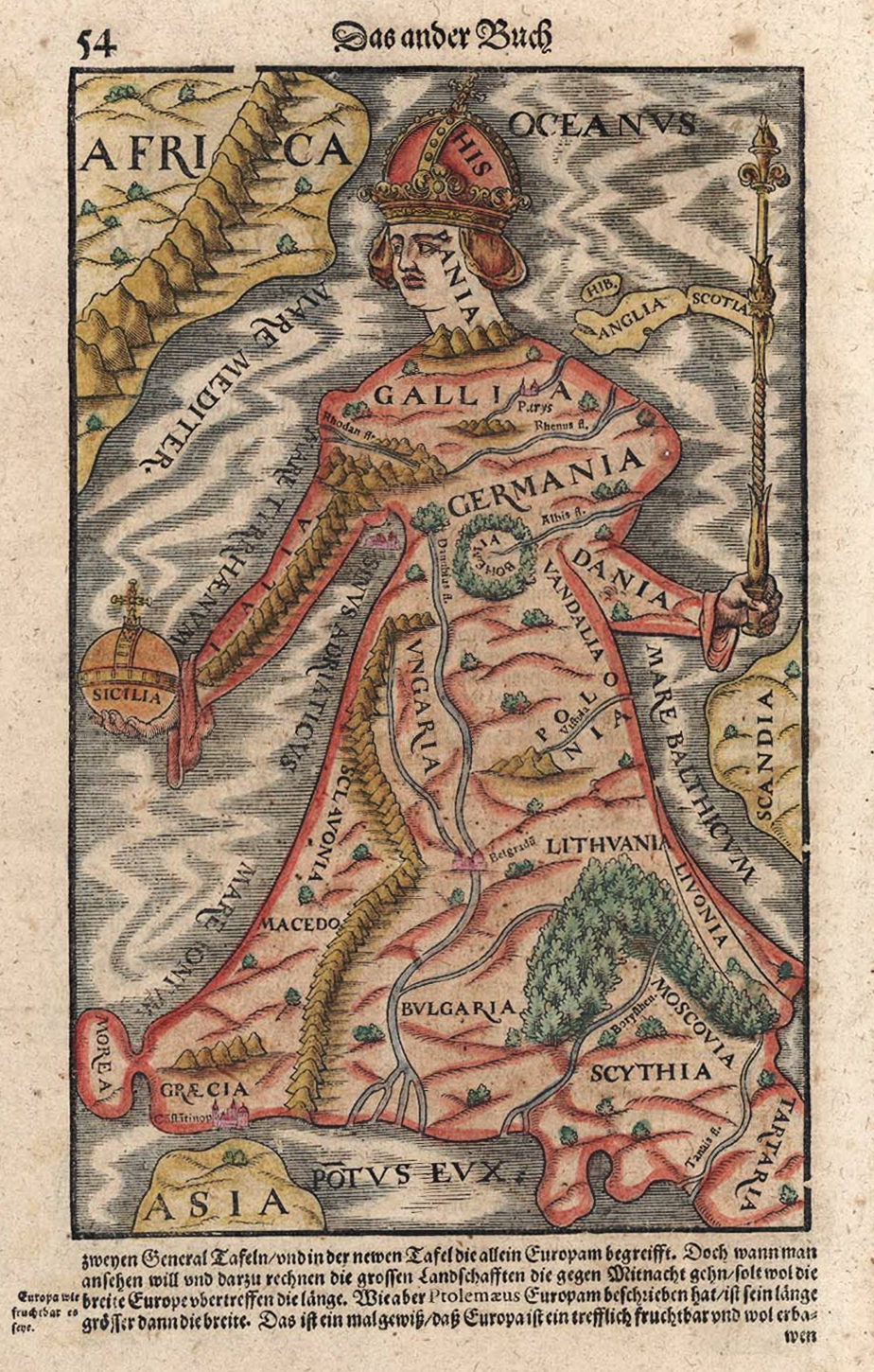
女王を模したヨーロッパ地図。1570年にゼバスティアン・ミュンスターがバーゼルで印刷した。

#### 教育的または模擬的
想像地図は、教育や状況をシミュレートするための地図教材として使用できる。冷戦時代、米陸軍の暗号学者ランブロス・D・カリマホスは、キューバ侵攻を想定した暗号解読者向けの訓練用戦争ゲームを開発した。このプログラムでは、ファンタジーの「ゼンディア共和国」という国家が作られ、その北部と中部の「ロレノ州」が地図に描かれ、演習で使用された。これらの想像地図は現在、米軍によって機密解除され、パブリックドメインとして公開されている。

#### 風刺的

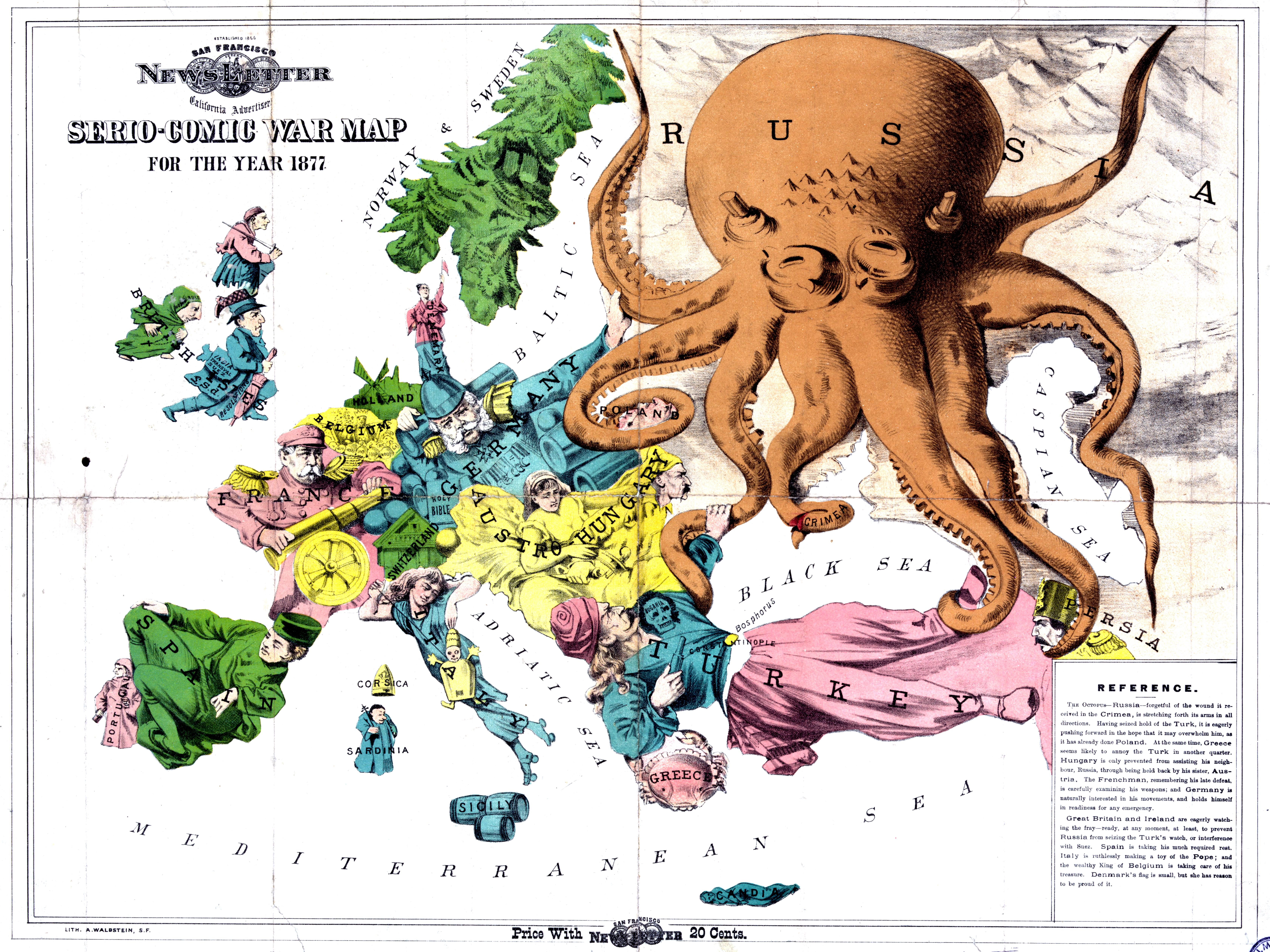
Serio-comic war map (1877)

フレデリック・W・ローズは、19世紀後半における帝国主義時代のヨーロッパ政治をカリカチュアライズした風刺地図を多く描いた。そのなかでも「タコの地図」は最も有名なもので、ロシアをタコで表現し、真ん中の1本の触手はクリミア戦争（1853 - 1856年）で傷ついて少し引っ込められているが、それ以外は盛んに伸びている。イタリアは、ローラースケート靴を履いた少女として描かれ、ローマ教皇を繰り人形として遊んでいる。この地図には、カトリック教会から抗議があり数ヶ月後に出版された改版では、教皇の人形は削除された。